# BK Olomoucko
O Basketbalový klub Olomoucko (em português:  Basquetebol Clube Olomouc) é um clube de basquetebol baseado em Olomouc, Chéquia que atualmente disputa a NBL. Manda seus jogos na Sportcentrum DDM com capacidade para 2.100 espectadores. Em 2017 foi fundado assumindo a vaga que era do conterrâneo Orli Prostějov. 

## Histórico de Temporadas
| Temporada | Nível | Liga | Pos. | J     | PL  | Resultado         | Copa Checa        | Competições internacionais |
| --------- | ----- | ---- | ---- | ----- | --- | ----------------- | ----------------- | -------------------------- |
| 2017-18   | 1     | NBL  | 6    | 13-19 | 0-4 | Quartas de finais | Oitavas de finais |                            |
| 2018-19   | 1     | NBL  | 4    | 20-16 | 4-4 | Terceiro colocado | Terceiro colocado |                            |
| 2019-20   | 1     | NBL  | 5º   | 15-13 |     |                   | Quartas de finais |                            |
| 2020-21   | 1     | NBL  | 11º  | 9-23  |     |                   |                   |                            |
| 2021-22   | 1     | NBL  | 11º  | 9-25  |     |                   |                   |                            |
| 2022-23   | 1     | NBL  | 11º  | 8-26  |     |                   |                   | R Copa Alpe Ádria FG       |
| 2023-24   | 1     | NBL  | 10º  | 14-20 | 0-4 | Quartas de finais | Quartas de finais |                            |
| 2024-25   | 1     | NBL  | 7º   | 17-19 | 7-7 | Semifinalista     | Oitavas de finais | R Copa Alpe Ádria SF       |

fonte:eurobasket.com